# Schloss Colz
Schloss Colz, auf Ladinisch auch Grian Ciasa, ist ein burgartiger Ansitz in Stern, einem Ortsteil der Gemeinde Abtei in Südtirol. Nicht zu verwechseln ist es mit dem ebenfalls in Abtei gelegenen Ansitz Colz im Ortsteil St. Leonhard.

## Geschichte
An gleicher Stelle stand schon in früheren Jahrhunderten eine Burg die zum Stern genannt wurde. 1536 erhob Kaiser Ferdinand I. Johann Rubatsch in den Adelsstand und erlaubte ihm auf dem Burgstall einen neuen Wohnturm zu errichten und sich danach Rubatsch von Stern nennen zu dürfen. Bis 1685 besaßen es die Herren Colz zu Freiegg. Ihnen gehörte auch der Ansitz Colz in St. Leonhard. Darauf gehörte das Schloss die Familie Winkler, die sich nach dem Gut Winkler von Colz zu Rubatsch am Stern nannte. Noch heute erinnert das Gemeindewappen von Abtei an das ausgestorbene Adelsgeschlecht. 1733 erscheint Johann Baptist Winkler zu Kolz und Rubatsch am Stern als fürstbischöflicher-brixischer Pfleger zu Thurn und Richter in Ennenberg. In der zweiten Hälfte des 18. Jahrhunderts ging das Schloss an die Edlen von Mayrhofen zu Koburg und Anger auf Sompunt. Zeitweise diente das Schloss als Armenhaus von Abtei. Im 19. Jahrhundert fiel es in bäuerlichen Besitz. Das renovierungsbedürftige Gebäude befand sich folglich in einem ruinösen Zustand.
Es befindet sich heute in Privatbesitz und kann nicht besichtigt werden. Ein Teil wird als Hotel und Restaurant genutzt. Im Sommer finden im Innenhof kulturelle Veranstaltungen statt.

## Beschreibung
Es handelt sich um einen massiven gotischen Wohnturm mit vier Erkern. Das Anwesen ist umgeben von einer Umfassungsmauer mit Zinnen und zwei Wehrtürmen.
Im Inneren finden sich im ausgebauten zweiten Geschoß gewölbte Gänge und eine Balkendecke.